# Angband (gra komputerowa)
Angband – gra komputerowa typu roguelike osadzona w tolkienowskiej tematyce, oparta na wcześniejszej grze pt. Moria. Jest dostępna za darmo na wielu platformach.

## Fabuła
Angband to twierdza Morgotha, znanego z Silmarillionu. Celem gracza jest jego zniszczenie, jednak w tym celu gracz musi przejść przez 100 poziomów twierdzy przeciwnika.

## Rozgrywka
Gra rozpoczyna się od stworzenia postaci, gracz ma do dyspozycji rozbudowane opcje – dwie płcie, 11 ras (Human, Half-Elf, Elf, Hobbit, Gnome, Dwarf, Half-Orc, Half-Troll, Dunadan, High-Elf, i Kobold) oraz 6 klas (Warrior, Mage, Priest, Rogue, Ranger i Paladin), każda ma swoje zalety i wady. Do tego postać ma sześć statystyk: Strength, Dexterity, Wisdom, Intelligence, Constitution oraz Charisma. Stworzona postać zaczyna swoją przygodę w mieście, w którym znajdują się sklepy oraz wejście do twierdzy przeciwnika. Każdy poziom w grze jest generowany losowo. Grafika w grze pierwotnie bazowała na znakach ASCII, jednak istnieją też specjalne graficzne nakładki. Do tego każda akcja, jak np. otwarcie drzwi ma specyficzny klawisz odpowiedzialny za nią – również ten element zależny jest od wersji gry.